# Simmering
A Simmering Bécs XI. kerülete.  Simmering Leopoldstadt, Favoriten, Landstraße, Donaustadt és Alsó-Ausztria községekkel határos.

## Részei
|  | - Albern - Kaiserebersdorf - Simmering |

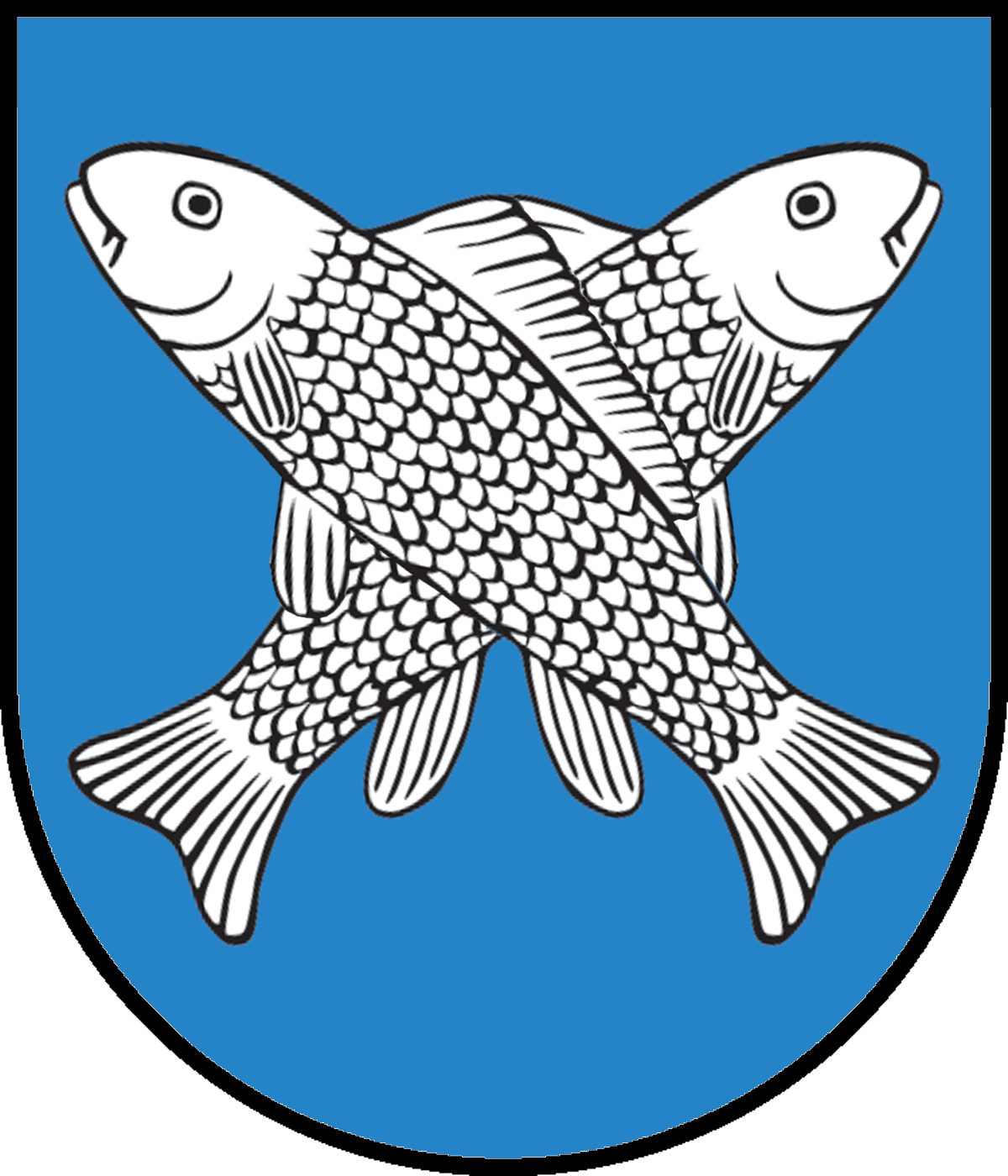
Albern címere
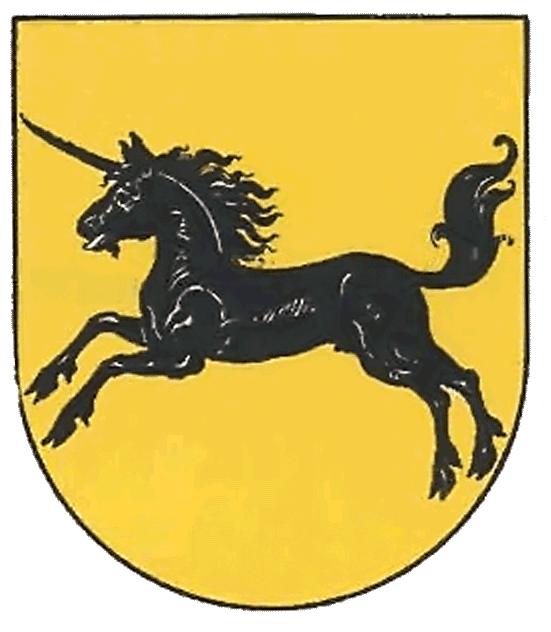
Kaiserebersdorf címere
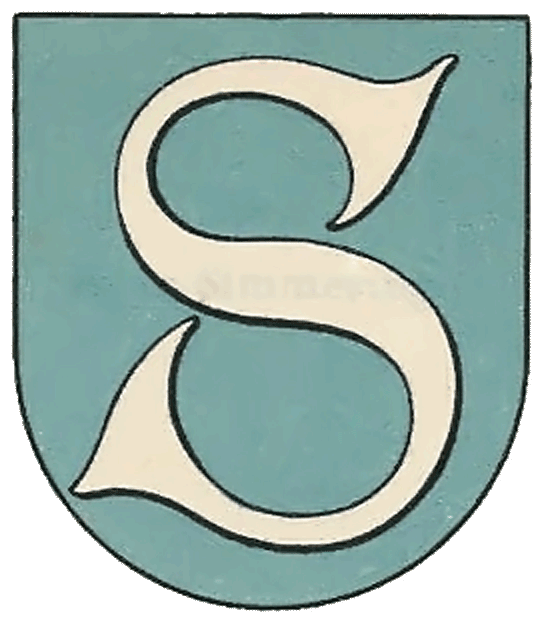
Simmering címere

## Története
Simmering írott forrásban először 1028-ban tűnik fel Symmanninngen néven. 1529-ben és 1683-ban a falu elpusztult Bécs török ostromai során. 1713-ban Simmering lakossága pestisjárványtól szenvedett. Napóleon csapatainak 1805-ös és 1809-es kettős megszállása pusztította el a települést.
A Simmering kerületet 1892. január 1-jén hozták létre Simmering és Kaiserebersdorf, valamint Kledering, Schwechat és Albern kisebb részeinek beolvasztásával Bécsbe, annak XI. kerületeként.
A megszállás alatt (1945–1955) Simmering a brit szektorhoz tartozott.

## Látnivalók
- A Zentralfriedhof központi temető
- A Gasometer (a négy egykori városi gáztároló újrahasznosítva)
- Schloss Neugebäude kastély

## Képek

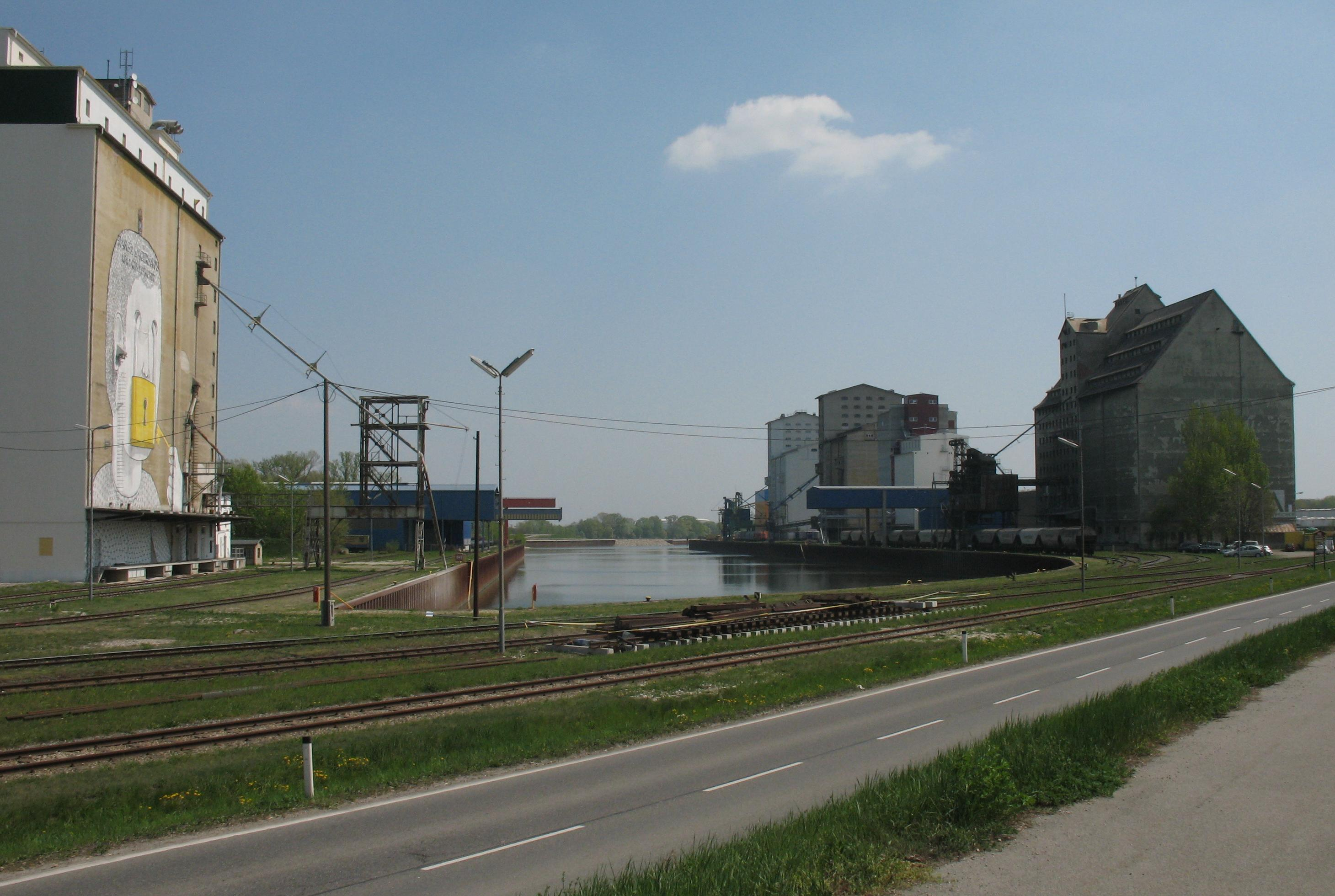
Az alberni kiköttő
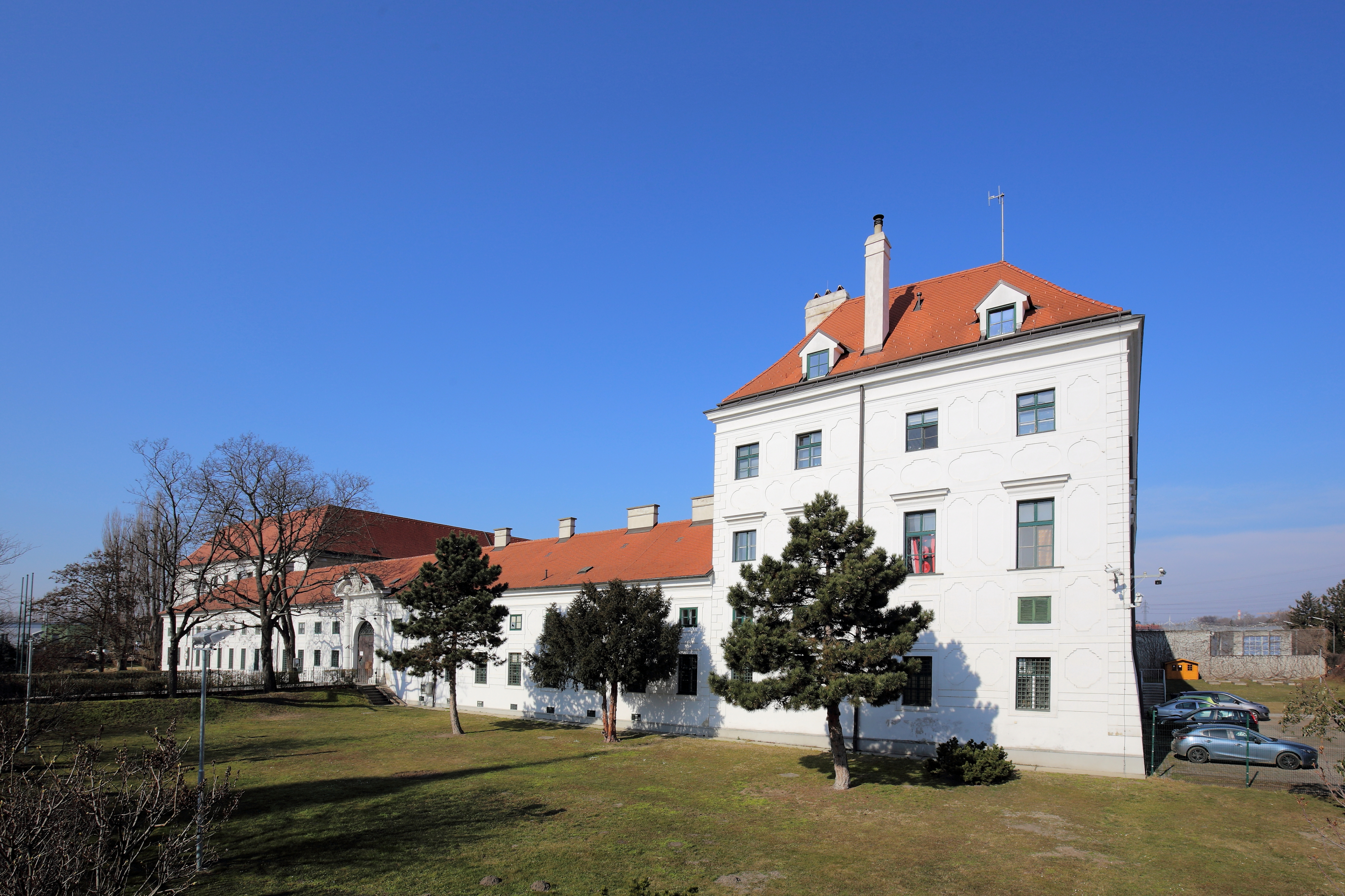
A kaiserebersdorfi kastély
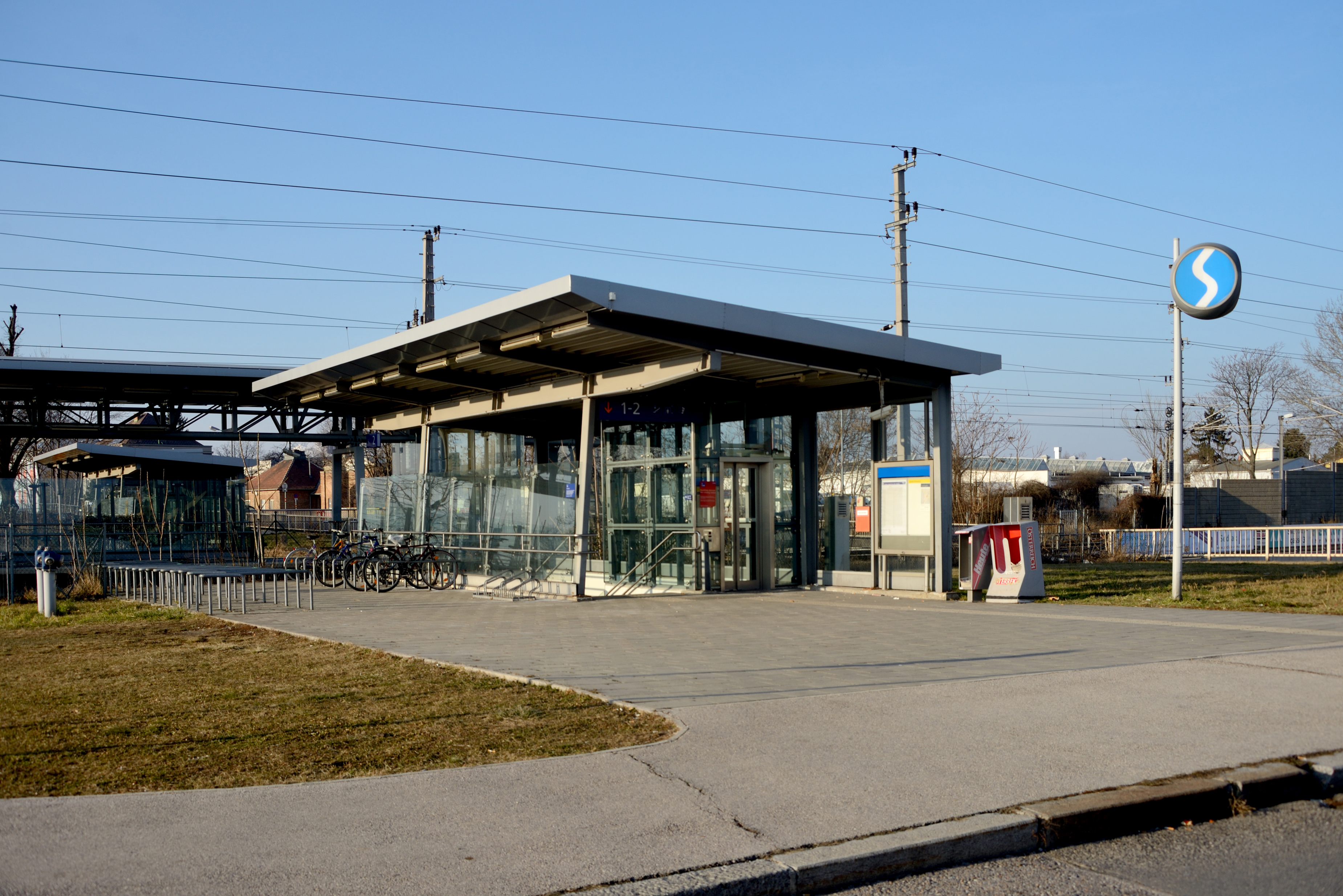
A kaiserebersdorfi állomás
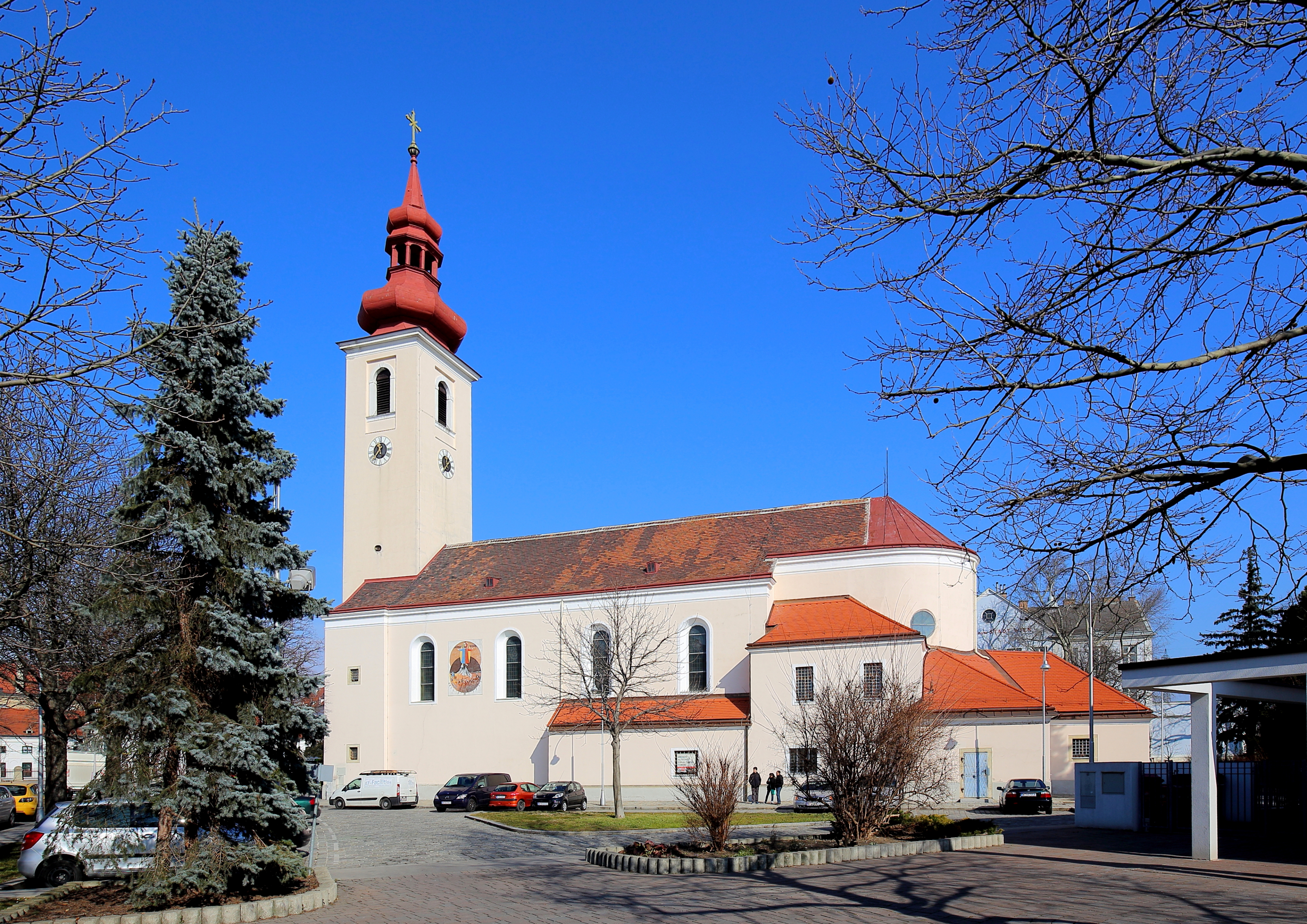
A kaiserebersdorfi plébániatemplom
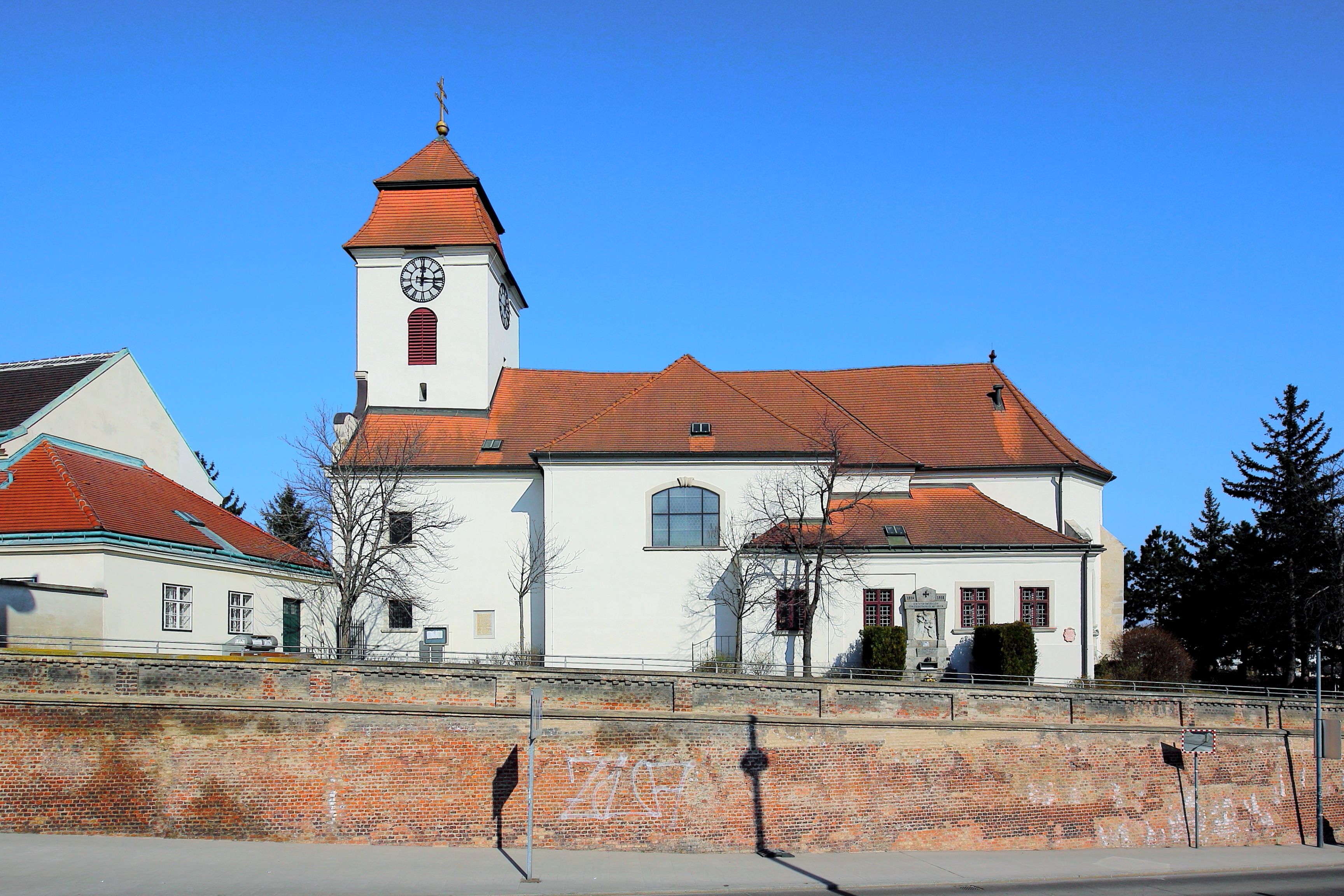
Az altsimmeringi Szent Lőrinc-plébániatemplom
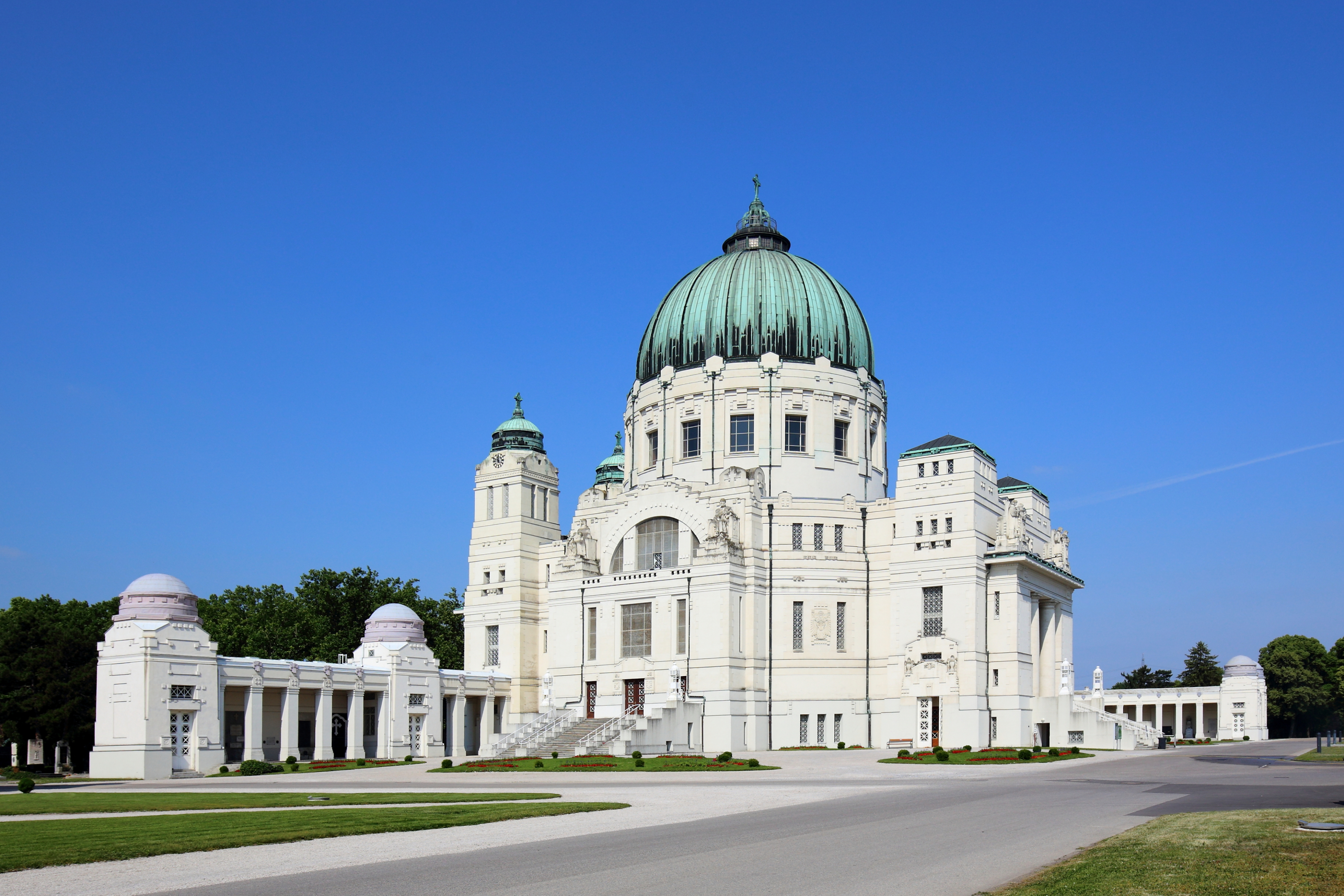
A Karl-Borromäus-Kirche római katolikus templom
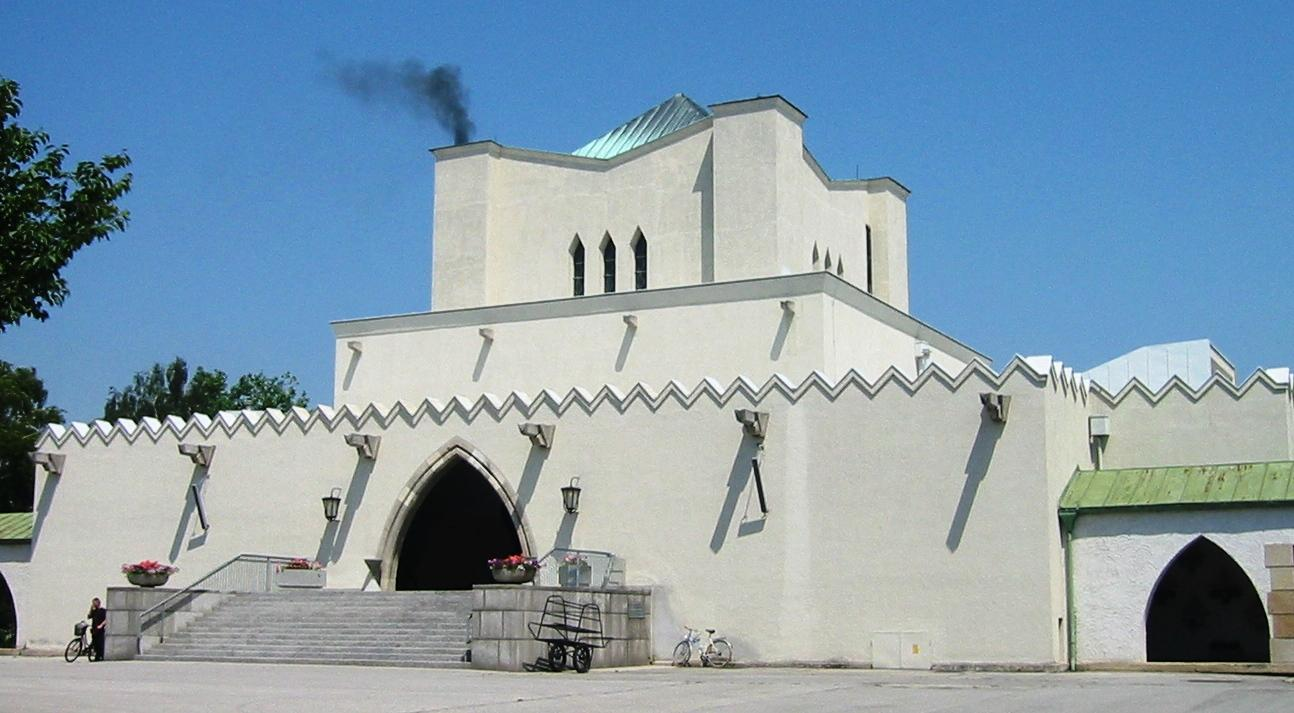
A Zentralfriedhof krematóriuma
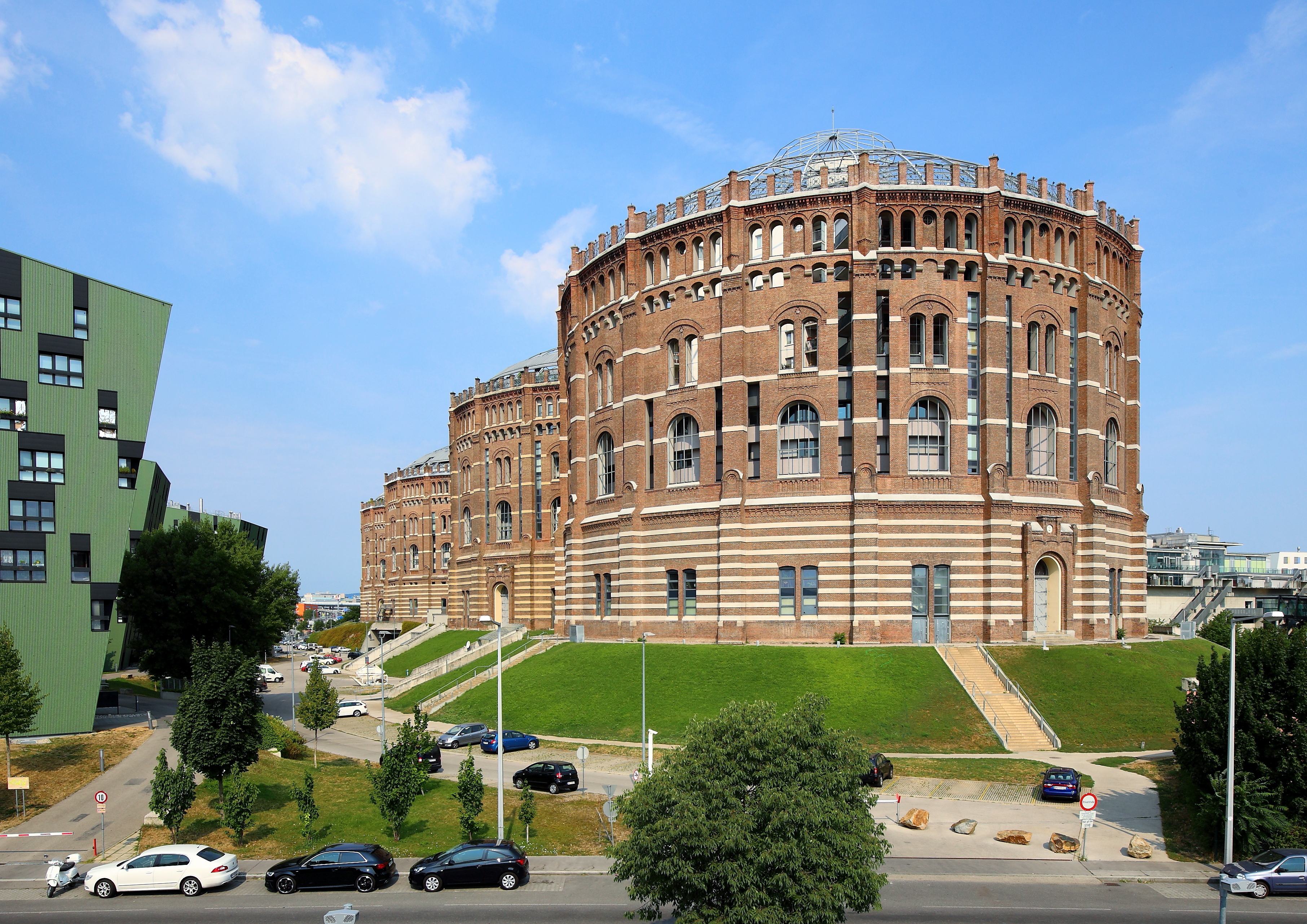
A Gasometer
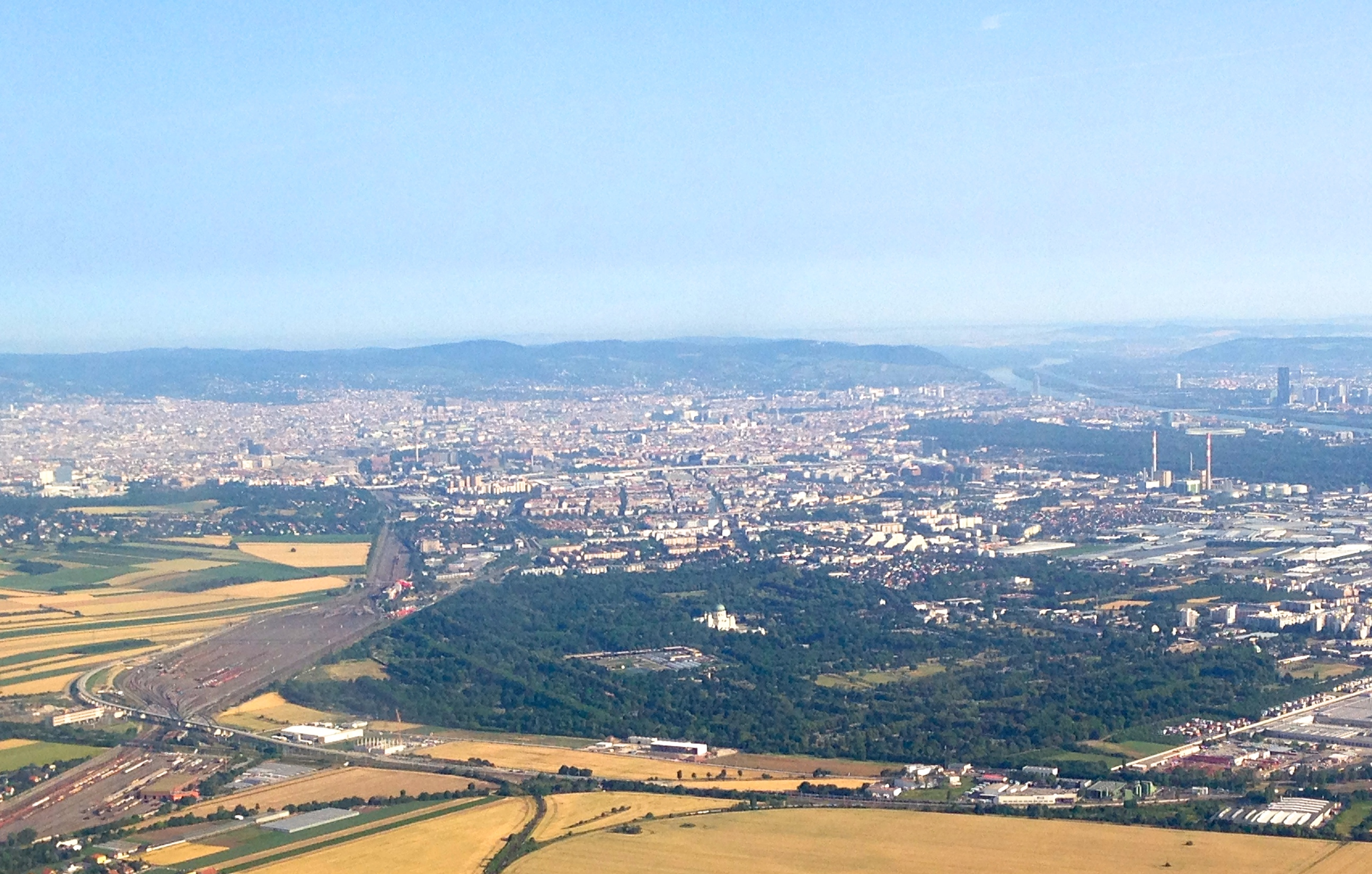
A Zentralfriedhof madártávlatból
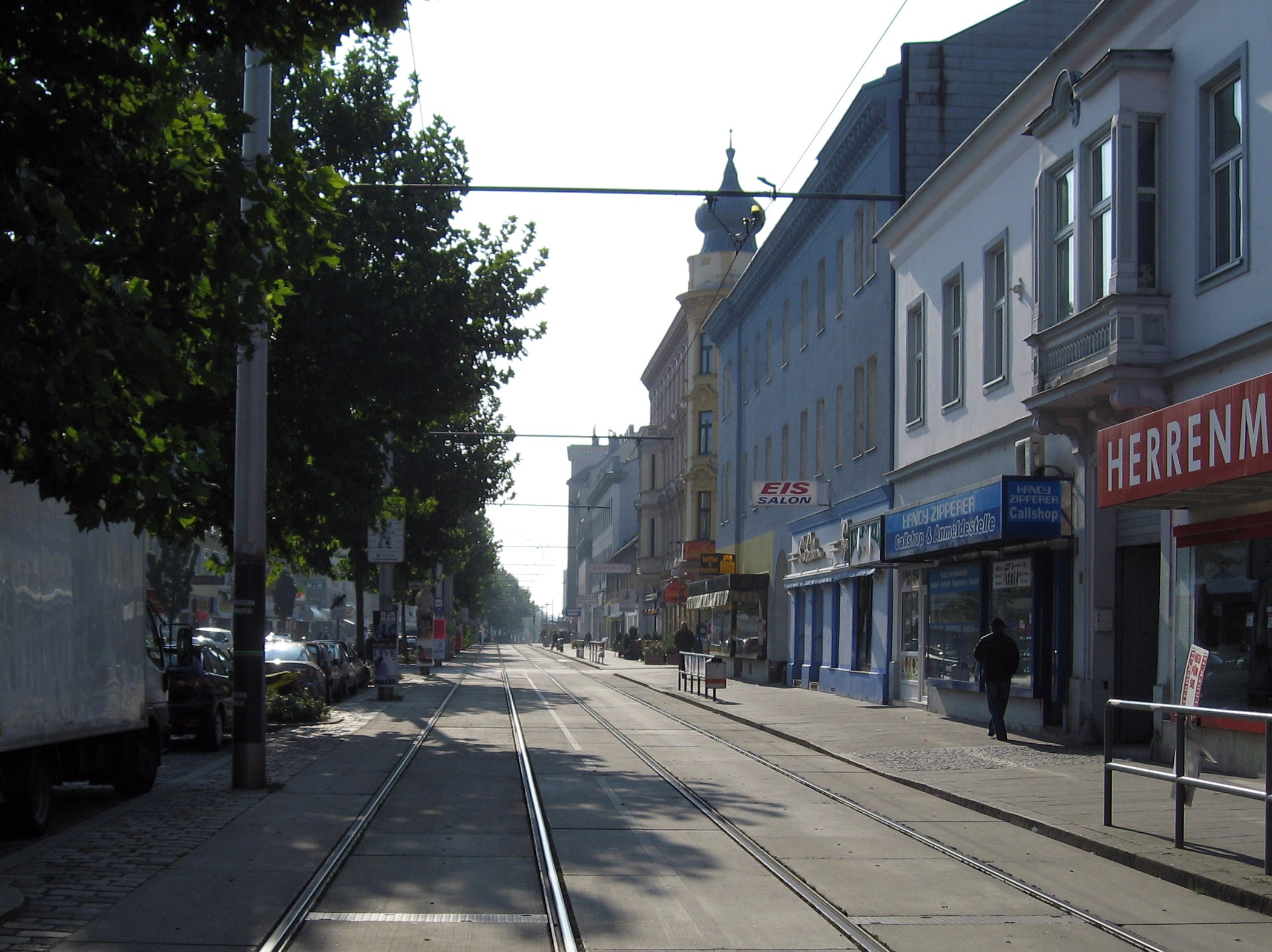
A főutca
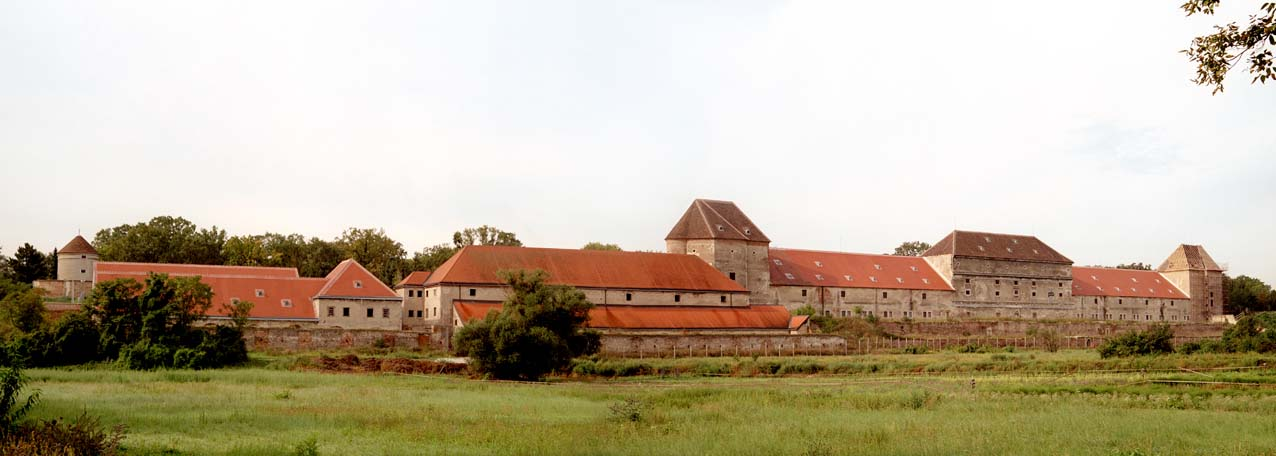
A Schloss Neugebäude északról nézve, 2005-ben

## Népesség
Népességnövekedés
forrás: Statistik.at

## Közlekedés

### Vasút
Az U3-as metróvonal a Simmering állomáson ér véget. Az S80-as vonal Wien Simmering állomástól a Wien Hauptbahnhof, illetve Wien Hirschstetten állomás felé biztosít kapcsolatot.

### Fontosabb közutak
- Simmeringer Hauptstraße
- A4-es autópálya

## Fordítás
- Ez a szócikk részben vagy egészben  a   Simmering című német Wikipédia-szócikk ezen változatának fordításán alapul.  Az eredeti cikk szerkesztőit annak laptörténete sorolja fel. Ez a jelzés csupán a megfogalmazás eredetét és a szerzői jogokat jelzi, nem szolgál a cikkben szereplő információk forrásmegjelöléseként.